# Azuragrion somalicum
Azuragrion somalicum е вид водно конче от семейство Coenagrionidae. Видът не е застрашен от изчезване.

## Разпространение
Разпространен е в Етиопия, Оман, Сомалия и Южен Йемен.